# We Rode in Trucks
We Rode in Trucks è il secondo singolo estratto dall'album d'esordio I'll Stay Me del cantante country statunitense Luke Bryan. Il singolo è stato pubblicato il 22 ottobre 2007 per il mercato americano.

## Classifiche
| Classifica (2007)     | Posizione massima |
| --------------------- | ----------------- |
| Stati Uniti (Country) | 33                |